# Amerykańska opowieść. Skarb wyspy Manhattan
Amerykańska opowieść. Skarb wyspy Manhattan (ang. An American Tail: The Treasure of Manhattan Island, 1998) – amerykański film animowany. Drugi sequel filmu Amerykańska opowieść. Fievel jedzie na Zachód z 1991 roku. Film doczekał się kontynuacji: Amerykańska opowieść. Tajemnica potwora z Manhattanu.
Film opisuje kolejne przygody dzielnej małej myszki Fiewel.
Premiera filmu miała miejsce 16 listopada 1998 roku w Stanach Zjednoczonych. W Polsce został wydany na DVD przez TiM Film Studio.

## Obsada
- Thomas Dekker – Fiewel Myszkiewicz
- Lacey Chabert – Tanya Myszkiewicz
- Erica Yohn – Mama Myszkiewicz
- Nehemiah Persoff – Tata Myszkiewicz
- Dom DeLuise – Tygrys
- Pat Musick – Tony
- Elaine Bilstad – Cholena
- René Auberjonois – Dithering
- David Carradine – Wulisso
- Sherman Howard – McBrusque
- Tony Jay – Toplofty
- Richard Karron – O’Bloat
- John Kassir – Scuttlebutt
- Ron Perlman – Grasping
- Dave Mallow – Looper

## Wersja polska
Opracowanie wersji polskiej: Start International Polska

Reżyseria: Paweł Galia

Udział wzięli:
- Magdalena Krylik – Fievel
- Anna Sztejner – Tanya
- Grzegorz Pawlak – Papa
- Mirosława Krajewska – Mama
- Brygida Turowska – Tony
- Jakub Szydłowski – Tygrys
- Paweł Szczesny – dr Dyderko
- Jacek Kopczyński – Skanalia
- Wojciech Paszkowski – Wyzysk
- Tomasz Steciuk – Oblech
- Dariusz Odija – Chciwiński
- Marek Obertyn – McBrut
- Zbigniew Konopka – Wódz Wulisso
- Beata Jankowska-Tzimas – Cholena
- Dariusz Błażejewski
- Andrzej Chudy

Lektor: Andrzej Butruk